# Yukpes
Els yukpes són una ètnia indígena que viu en la Regió muntanyenca de Perijá, a banda i banda de la frontera entre Veneçuela i Colòmbia i parla un idioma de la branca nord de la família lingüística Carib. Els colons els denominaven motilones 'caps rapats', encara que aquest nom és ambigu i va ser aplicat també a altres pobles, com els barís, d'origen txibtxa. També se'ls ha conegut amb els noms de jaqués, macoitas i irokas.
Segons Carriage Carriage, el ètim de la paraula «yukpa» es compon de tres morfemas: i-kʉ-pa, on el prefix i- ("el seu") s'usa com possessiu en substantius íntims, el morfema kʉ, que indica mascle, i el sufix -pa, que expressa gènere més humà.

## Territori nacional
L'antic territori dels Yukpa s'estenia des de la vall del riu Cesar fins al llac de Maracaibo. Els sòls de les seves terres van ser reduïts per la pràctica de la mineria industrial, la qual cosa va ocasionar durant el segle XX fenòmens de desnutrició aguda massiva, que van provocar múltiples casos de nanisme, que ja no es presenten en estar rebent les comunitats ajuda alimentosa estatal. No obstant això, el territori Yukpa segueix amenaçat per l'explotació de carbó i per la colonització per a la sembra de coca i altres cultius il·legals.
En l'actualitat habiten a l'Estat Zulia (nord-occident de Veneçuela), i en el departament del Cesar (nord-orient de Colòmbia). Estan situats entre els meridians 9° 40′ N, 73° 00′ O / 9.667°N,73.000°O i 10° 35′ N, 72° 30′ O / 10.583°N,72.500°O. Pel sud arriben fins a la localitat de Becerril (a Colòmbia) i fins al riu Tukuko (a Veneçuela); pel nord, la població s'estén fins al riu Chiriamo i la població de San José d'orient en l'anomenada Regió muntanyenca de Valledupar (a Colòmbia), i fins als afluents del riu Apón (a Veneçuela).
A Veneçuela, la majoria de les comunitats es troben establertes al piemont de la Sierra de Perijá, a una altitud d'entre els 150 fins als 1300 msnm. A Colòmbia, se situen en les parts més altes de la regió muntanyenca, fins als 1900 msnm.
S'estima que la població yukpa de Colòmbia arriba a unes 6.000 persones, segons dades de DUSAKAWI, que compila informació aportada el 2008 per les autoritats pròpies de cada resguard; i segons les projeccions del cens del 2001, es calcula el total de la població yukpa a Veneçuela en 10.424 persones.

## Assentament
Una família extensa uxorilocal construeix un assentament de 2 a 15 cases en un lloc que permeti prevenir atacs. Els habitatges són rectangulars de 4 per 3 m i altura de 2,5 m.Les parets són estacades de yarumo, canya brava, bahareque i taulons, el sostre de palla o fulles de palmes i el pis de terra.
El cap de l'assentament és el kapeta. Hi ha a més un ''tomaira o organitzador de cerimònies o cants; i un tuano, metge tradicional i xaman. No hi ha centralització d'una autoritat per a diversos grups, sinó que cada grup té plena independència. A vegades els grups diferents són considerats Yuko, enemics o salvatges.
Els establiments yukpas estaven conformats per una família estesa, encapçalada per un cap o cacic que s'encarregarà de prendre decisions sempre amb l'aprovació de la comunitat, al voltant del qual s'agrupaven diversos habitatges habitats per una família nuclear i gaudint d'una autonomia política, però a conseqüència dels seus múltiples contactes amb la cultura occidental aquests assentaments s'ha fet més dispers i, per tant, més dividits, la qual cosa dificulta la transmissió del seu coneixements ancestrals als membres joves de la comunitat. No obstant això, els yukpas han aconseguit conservar gran part de la identitat cultural amb la seva llengua, la seva organització social, econòmica i les seves creences religioses, encara es mantenen algunes pràctiques comunitàries com la tala i crema de la selva per a la sembra.
A Colòmbia, els yukpa estan organitzats als resguards. Cada resguard té com a autoritat pròpia un capítol major i cada assentament comunitat dins del resguard està dirigit per un capítol menor. A Veneçuela, estan organitzats per centres pilot, que són punts centrals per a mobilitzar-se, comerciar i rebre del govern els diferents serveis, com a salut, nutrició i educació. La seva organització social es regeix per cacics o capítols.

## Economia
Practiquen l'horticultura itinerant; conreen pel sistema d'artigatge al març i abril, en forma escalonada, el primer any blat de moro associat amb frijol, el segon iuca, el tercer bananer. També sembren canya de sucre. Aquesta agricultura de tala i crema continua sent la seva principal activitat de subsistència, complementada per la caça, la pesca, la recol·lecció i una incipient ramaderia. En les últimes tres dècades s'ha estès per totes les comunitats el cultiu del cafè, que actualment comercialitzen des de la seva cooperativa en Machiques.
Cacen amb fletxes de diferents grandàries; pesquen amb arpó o ham; recol·lecten mol·luscos, insectes i fruites. Els homes dediquen temps a fabricar els instruments de caça i pesca i s'encarreguen de les labors de terrisseria. Les dones atenen la sembra i la cura de l'hort i teixeixen.
D'altra banda, els yukpa contemporanis són més conscients dels seus drets i es mantenen units en la defensa de la seva unitat territorial enfront dels projectes d'explotació de carbó en la seva terra.

## Matrimoni
Generalment els matrimonis són arreglats pel sogre. L'espòs contreu obligacions amb els sogres. Diferencien als cosins creuats dels paral·lels, perquè el matrimoni ideal és entre cosins creuats, però no pot celebrar-se entre cosins paral·lels. El matrimoni se celebra amb una cerimònia ritual, sense la qual els néts concebuts serien només de la dona.